# シグー
シグー (CGUE) は、「ガンダムシリーズ」のうちのコズミック・イラ (C.E.) 年代を描いた「ガンダムSEEDシリーズ」に登場する架空の兵器。初出作品は、シリーズ第1作として2002年 - 2003年に放映されたテレビアニメ『機動戦士ガンダムSEED』。作中勢力のひとつである「プラント」の軍事組織「ザフト」の指揮官用MSで、ジンの後継機。高性能でありながらも生産は少数にとどまり、ゲイツやザクウォーリアといった後継機たちに主力機の座を譲る。『SEED』の劇中描写では、ほとんどがクルーゼ隊指揮官であるラウ・ル・クルーゼの専用機として描かれているが、以降の作品では端役として背景に登場するにとどまる。

## デザイン
作中に登場する多くの機体とともに、大河原邦男がメカニックデザインを担当した。最初期段階では航空型MSとしてデザインされていたが、当時の仮称はバビであり、同じ画稿からシグーとディンに分割し、デザインが決定されている。

## 設定解説
ジンの上位機種としてプラントのマイウス市に所在する兵器設計局ハインライン局が設計・開発したMS。
C.E.（コズミック・イラ）70年3月15日、オペレーション・ウロボロス採決と同時に、プロパガンダの意味を込めて本機と基本設計を共用した空中戦用MS「ディン」、四足歩行型の陸戦用MS「バクゥ」、水陸両用MS「グーン」などと同時に全世界に発表された。
ジンの高い汎用性を受け継ぎつつ、スラスターの増設や高出力化により、宇宙空間での機動性や運動性が大幅に向上している。ザフトの指揮官用MSとして活躍し、機体色はラウ・ル・クルーゼのパーソナルカラーと同じシルバーグレーがその他の量産機でも採用された。
至近戦闘能力も高い優秀な機体だったが、ほどなくしてクルーゼ隊が強奪したGAT-Xシリーズの技術を盛り込んだ「ゲイツ」が次期主力の座についたことから旧式機となり、少数生産にとどまった。それ以降の一時期には、ジンと共にPS装甲化させたボディへの改良を含むミーティア改を結合しての準最新鋭戦略兵器へと急変したこともあった。
続編『SEED DESTINY』ではザフト軍が新たにザクウォーリアやグフイグナイテッドなどのニューミレニアムシリーズ系機種を開発していったため、旧式となった本機はジンと共に姿を消していった。

### 武装（シグー）
MMI-M7S 76mm重突撃機銃
ジンが持つMMI-M8A3の命中精度を向上させたモデル。系列機のディンにも採用された装備で、装填されるAPSV弾も強化されたものを使用している。『SEED』第3話では唯一マガジンを交換する姿が見られたが、予備のものをどこにマウントしていたのかは不明である。
MA-M4 重斬刀
ジンが持つMA-M3の改良型で、グリップや鍔が変更されている。未使用時には背部スラスター側面にマウントされている。
M7070 28mmバルカンシステム内装防盾
シールド裏面にバルカン砲を設置したマルチプル・ウェポン。連合軍MAとの一対多の状況に対応すべく装備されたもので、連合から奪取したブリッツのトリケロスとともに後のX13Aプロヴィデンスが持つMA-MV05A 複合兵装内装防盾システムのベースになった。
一方、対ビームシールドのようなコーティングの有無について明言されたことはいっさいないが、『SEED』および『SEED HDリマスター』第3期オープニング上ではビームサーベルや15.78m対艦刀 シュベルトゲベールを防いでいる描写がある。
その他
『SEED』第42話で見られたM68キャットゥス無反動砲や、同45話のクルーゼ機が所持したゲイツ用ビームライフルなど。ミーティア改に関連するものは以下から参照のこと。

### 特殊装備
モビルスーツ支援空中機動飛翔体「グゥル」
ミーティア改
フェイズシフト装甲
ビーム兵器

### クルーゼ専用シグー
『機動戦士ガンダムSEED Re:』に登場。バックパックに、プロヴィデンスやドレッドノートのドラグーン・プラットフォームの試作型を思わせるデザインの外部ユニットを装備している。ガンバレルと同様に有線で描画されており、無線コントロールが可能かは不明である。また、シールドはゲイツと同型のものを装備している。

### シグーアサルト
『FRAME ASTRAYS』などに登場。火力、推力、装甲の強化を目的に開発された追加オプションユニットを装備した機体であり、形式番号は ZGMF-515AS で表される。作品発表順ではアニメ本編『SEED DESTINY』よりも後発だったが、時系列では『SEED』時点の第1世代ザフト製MSに対する性能向上案の1つとして、機種ごとにアサルトシュラウドが特注されており、シグーの場合は背部ウイングおよび脚部用スラスターが増設され、胸部、肩部、前腕部に装甲が追加される。
背部と脚部に増設されたスラスターによって大気圏内でも飛行能力が高められており、胸部装甲は排熱効果を高めている。
劇中に登場したのはカスタマイズ版のアサルトシュラウドを装備したジスト機のみで、これはザフトから鹵獲した機体を使用している。ジスト機は内部構造に手が加えられているとされており、連合の手によって肩部に大型バインダーが増設されている。
武装・装備
M7070 28mmバルカンシステム内装防盾
アサルトシュラウドを介して両腕に装備する。
大型バインダー
『FRAME ASTRAYS』にてジスト機が肩部に増設した使用した装備。裏面にはそれぞれ2基のガトリング砲が設置されており、ジストの運動神経と相まって高度な空力制御を可能としている。

### ジスト専用シグー
『FRAME ASTRAYS』に登場。ジストの行動を監視するための改良が施されており、機体色も視覚的に目立つ真紅に染め上げられている。オリジナルから改良を加えた専用アサルトシュラウドを装備することもあり、両肩には姿勢制御翼としての機能も持つシールド兼用の大型バインダーを備え、裏側にはガトリング砲を内蔵している。

### シグーディープアームズ
『SEED MSV』に分類される機体。
地球連合軍より奪取したGAT-Xシリーズから入手した小型ビーム兵器の技術検証のために、試作型熱エネルギー兵器を搭載した実験機。ディープアームズとは、「Directional Energy Emission　exPerimental Arms＝指向性エネルギー放射兵器試験機」の意。
両肩部には大型のビーム砲を採用し、それに伴う付加に対応するため、本体部のパワーユニットと冷却系が強化された。頭部はビーム砲の狙撃精度を向上させるため、強化型の複合センサーを採用し、フィン部が大型化している。これによって本機は背後からの精密射撃性能も向上している。背面にはシグーのスラスターユニットが撤去され、代わりに増設型パワーユニットと冷却システム、スラスター2基が一体化したコンポーネントパックが設置される。
データ収集用として4機が製造され、実験で得られたデータはゲイツ以降のザフト製量産機の小型ビーム兵器実用化の礎となった。「スペシャルエディション完結編 鳴動の宇宙」およびHDリマスター「PHASE-50 終わらない明日へ」にはヤキン・ドゥーエに突入しようとするジャスティスらの戦闘場面に登場し、撃墜される。
武装
JDP8-MSY0270 試製指向性熱エネルギー砲
両肩部に計2基装備される。10メートル近い全長を持ち、連合製のビーム兵器に比べかなり大型となっている。これは信頼性を重視したためであり、ユニットの多くには冷却システムが内蔵される。内蔵する冷却ガスが尽きた場合には安全装置が作動し、発砲不能となる。砲尾には可動軸を持つスラスターが搭載される。
NOL-Y941 レーザー重斬刀
左腰にマウントされる。地球軍との交戦データをもとに開発されたもので、ストライクのシュベルトゲベールに類似する。開発は3週間ほどで行われた。
MMI-M7S 76mm重突撃機銃
『SEED MSV戦記』で使用が確認できる。
シホ・ハーネンフース機
左肩に「ホウセンカ」のパーソナルマークをペイントしている。『SEED』時代では、地上部隊での極秘データ回収戦闘、コロニー・メンデル宙域戦闘、第二次ヤキン・ドゥーエ攻防戦などで愛機として運用されたが、アニメ本編で姿が描かれることはなかった。『SEED MSV戦記』では、515シグーの重突撃機銃も携行して最終決戦に臨んでいる。また、この時にはレナ・メイリアの駆るバスターダガーと交戦している。
ときた洸一による漫画『DESTINY ASTRAY』第2巻では『SEED DESTINY』に至る空白の期間が描かれ、ユニウス条約締結直前の南米軍を支援し、ディープアームズとしての最後の出撃とおぼしき姿が見られた。

## ディン
シグーの設計をもとにハインライン局が開発した空中戦用量産型MS。
飛行能力を高めるため、シグーと比べて40t以上の軽量化が図られており、耐弾性は非常に低い。また、機体形状は空力特性に適しているとはいえず、音速飛行は行えない。そのため、最高速度は地球連合軍の主力ジェット戦闘機F-7D スピアヘッドに劣る。また、同機との戦力比は1:5ほどとなる。しかし、CEにおいても空中における主戦闘速度は亜音速以下であるため、優れた機体制御機能とそれによる運動性を駆使し 、ニュートロンジャマー適用下の制空戦闘で高い戦果を挙げた。高速移動時は背部に設置された整流用エアロシェルを頭部に被り、6枚の主翼を展開する。基本戦法は高速接近からの奇襲となる。

### 武装（ディン）
MMI-M7S 76mm重突撃機銃
シグーと共用のMMI社製アサルトライフル。
MMI-M1001 90mm対空散弾銃
MMI社製のセミオートショットガン。高速移動する航空機に対処するための空対空装備。普段は腰部左側のストレージに収納され、使用時は主に左手に携帯する。なお、レシーバーの一部とストック、グリップは、MMI-M7Sと共通である。
『機動戦士ガンダムSEED』本編では残骸から拾う形で、ストライクが使用した。そのほか、『機動戦士ガンダムSEED FRAME ASTRAYS』劇中ではレオンズ・グレイブスのシビリアンアストレイDSSDカスタムが使用している。
6連装多目的ランチャー
胸部コクピット両脇のブロックに2基ずつ、計4基内蔵されている。1基当たり6セルの発射筒をパッケージしており、空対地ミサイル 、空対空ミサイル 、 フレアなどを装填・発射する。

### 劇中での活躍
紅海洋上において、マルコ・モラシム隊所属の機体がアークエンジェルと交戦した。そのほか、ほとんどの大気圏内の要塞戦や市街地戦へ参戦する姿が描かれている。アラスカ攻防戦ではスピアヘッドを撃破している一方で撃破されている描写もあり、ムウ・ラ・フラガが搭乗したスカイグラスパーにも他のMSとともに撃破されている。また、サイクロプスに巻き込まれて破壊された機体も多かった。パナマ攻略戦ではパナマ基地の軍港に空爆を行った後、ストライクダガーも撃破している。第三次ビクトリア攻防戦では直接戦闘する描写はないが、戦闘終了後のビクトリア基地の付近に残骸が放置されている。
ジンやシグーとは違い、『SEED DESTINY』でもザクウォーリアやグフイグナイテッドなどが開発されたあとも一緒に参戦する姿が描かれている。

### ラウ専用ディン（指揮官機）
アラスカ基地攻略戦において、ラウ・ル・クルーゼが搭乗した専用機。パーソナルカラーはシグーに近いシルバーとライトグレーに変更されているが、性能面で一般機との差はない。呼称は資料によって一定しておらず、「ラウ専用ディン」とする資料、「ラウ・ル・クルーゼ専用ディン」とする資料、単に「指揮官機」と記述する資料が存在する。

### 早期警戒・空中指揮型ディン特殊電子戦仕様
『SEED MSV』に登場。型式番号：AME-WAC01。
早期警戒や空中先導を主任務とする特殊電子装備搭載機。両腕部マニピュレーターによって保持された大型のディッシュ・アンテナは、マルチフェーズ・レーダーと各種波長帯域光学センサーの複合システムをパッケージ化したものである。その用途上、パイロットの他にオペレーター2名を加えた計3名が搭乗する。
交戦状態になった際は、アンテナを投棄して高速離脱することも可能。機体本体も改良が加えられ、可変式ピボットに増設されたエンジンによって速力が大きく向上し、亜音速（マッハ0.75）での飛行が可能になり、航続距離も大幅に延長されている。

### AWACSディン
『機動戦士ガンダムSEED DESTINY』に登場。早期警戒管制機としての機能を付与されたバリエーション機。背部エアロシェルに大型レドームを装備しており、本体部の電子戦機器も改良されたことにより、高い索敵性能を発揮する。装備構成は通常のディンのものを引き継ぐが、胸部の多目的ランチャーは投光器に交換されている。また、ソナーを装備したことにより、水中探索も可能となっている。
アニメ『機動戦士ガンダムSEED DESTINY』第34話においてはエンジェルダウン作戦前にアークエンジェルへの偵察を行う。

### ディンレイヴン
『機動戦士ガンダムSEED DESTINY ASTRAY』に登場。
特殊部隊用に生産された機体。通常塗装でも使用可能な改良型ミラージュコロイドシステムを搭載し、高いステルス性を有する。推力向上や主翼形状の変更によって機動性を強化し、頭部やエアロシェルなどに増設されたアンテナ・センサーによって通信・索敵能力の向上が計られている。配備が大戦末期であったために生産数は非常に少なく、加えて隠密任務を主とする特殊部隊の専用機であることから、存在を知る者は非常に少ない。
名称のレイヴンとは、「Reconnaissance Attack adVanced Electronic iNstllation＝特殊電子機材搭載・偵察・攻撃」の略。特殊電子機材はミラージュコロイド関連機器を指している。また、レイヴンはワタリガラスなどの大型カラスの意味を持つ。
マディガン専用ディンレイヴン
フリーランスのプロMSパイロット、カイト・マディガンが独自に調達した専用機。性能は通常機と同じだが、左胸部を中心点とする白い十字のペイントが入っている。また、腰サイドブロックのウエポンラックがアーマー兼サブスラスターユニットに変更されている。これはマディガン機では彼の専用装備を装着するための措置である。

### ディン-F ディン-R
映画『機動戦士ガンダムSEED FREEDOM』に登場。
ファウンデーション王国がザフトから安く購入した型落ち機で、機体色がブルーグレーに変更されている。
AMF/A-102F ディン-F
ザフト所属時代とほぼ同じ仕様の機体、Fは「ファウンデーション」の頭文字。武装も通常のディンと変わらないが、状況に応じてジン用の武装を使用することもある。
AMF-101Q/4 ディン-R
頭部と胸部パーツの交換で無人機化された機体、Rは「リモート」の頭文字。親衛隊ブラックナイトスコード（ブラックナイツ）の主力機ブラックナイトスコード ルドラ1機につき3機ずつが割り当てられ、状況によって同じ無人型のジン-Rと交代することもある。

## バビ
『DESTINY』以降から登場。ディンの欠点である火力の増強と変形機構を導入した後継機。